# El Molar (communauté de Madrid)
Pour les articles homonymes, voir El Molar.
El Molar est une commune de la communauté de Madrid en Espagne.